# 방키아

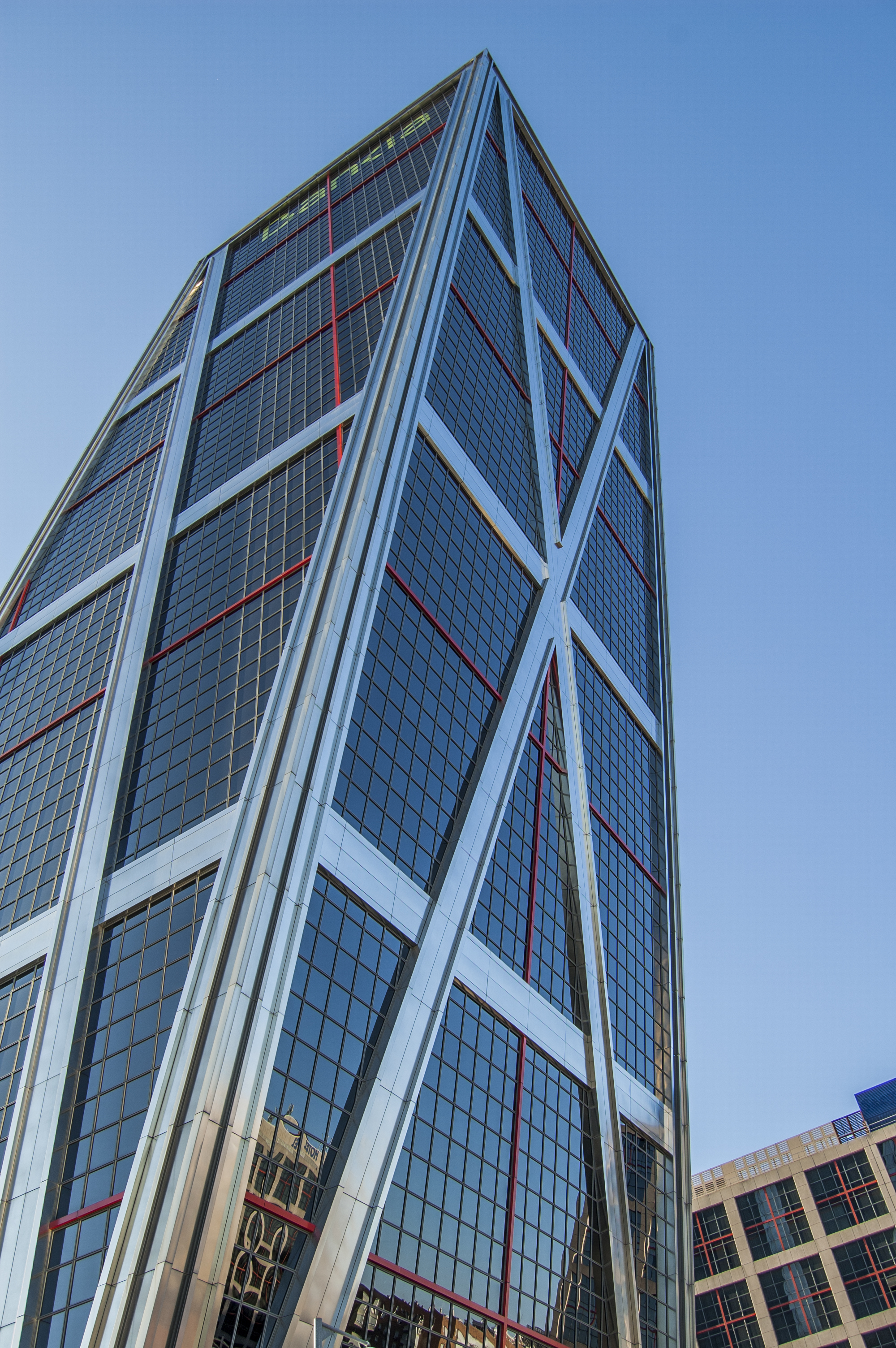

방키아(Bankia)는 7개 지역 저축은행을 통합하고 2010년 12월 설립된 스페인의 금융 서비스 기업이다. 파산 직전에 이르자 2012년 5월 스페인 정부에 의해 부분 국유화되었다. 2017년 기준으로 방키아는 총 자산 부문에서 스페인에서 4번째로 큰 은행이다. 2021년에 카이샤은행과 합병되었다.